# Otto Glagau

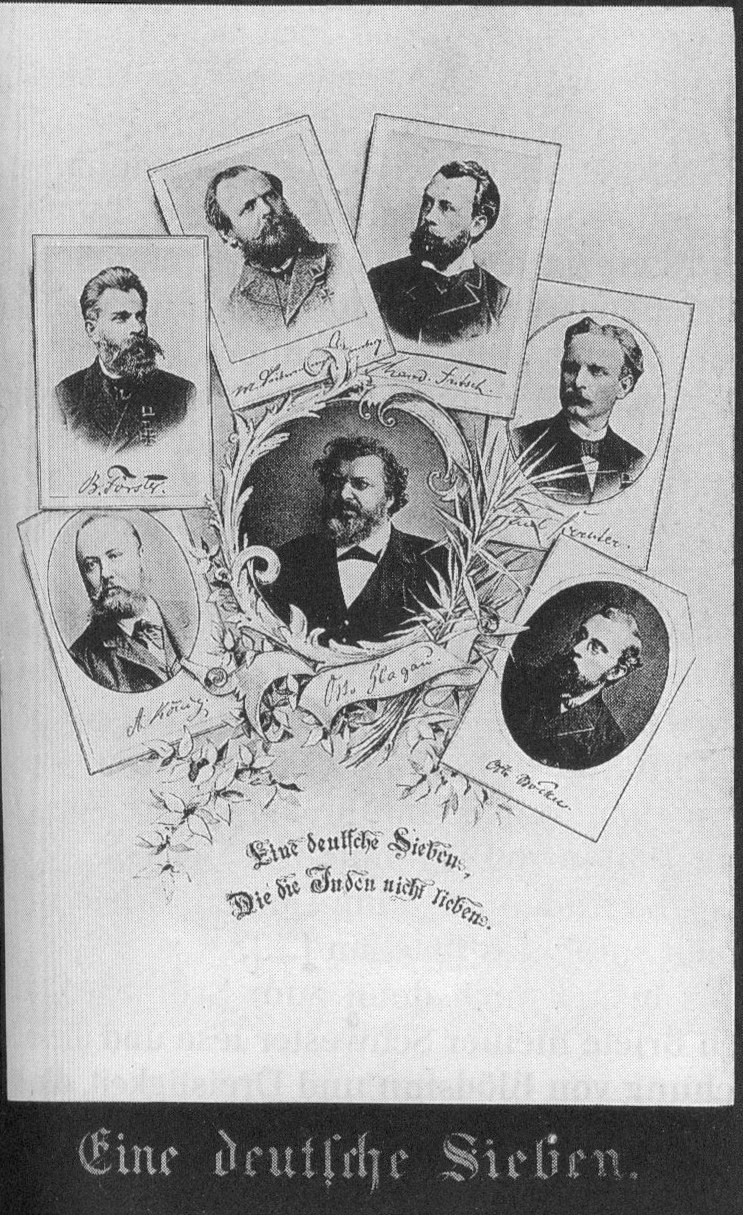
Otto Glagau (au milieu) vers 1880

Otto Glagau (né le 16 janvier 1834 à Königsberg, aujourd'hui Kaliningrad, et décédé le 2 mars 1892 à Berlin) est un journaliste et écrivain prussien.

## Biographie
Otto Glagau commence sa carrière de journaliste au journal libéral Berliner Nationalzeitung. Lors du krach de 1873, il se détourne du libéralisme à qui il reproche la crise économique et le déclin moral et culturel de l'Allemagne. En décembre 1874, il publie une série d'articles dans le magazine familial Die Gartenlaube. Il rend les Juifs responsables de la crise économique à force de pratiquer le commerce de façon déloyale et de spéculer à la Bourse. Les articles paraissent sous forme de livre en 1876.
Dans d'autres publications, par exemple dans le magazine Der Kulturkämpfer (1880-1888), il continue ses attaques contre les Juifs. Son leitmotiv est : "la question sociale est la question juive", mettant sur le même plan les Juifs, le libéralisme et le capitalisme. En avril 1883, Glagau préside le deuxième congrès antijuif à Chemnitz. Ce congrès mis à part, il n'apparaît dans aucune association ni parti antisémite. Ses idées ont eu davantage d'influence sur l'antisémitisme politique que les théories des idéologues sectaires comme Eugen Dühring, Wilhelm Marr et Paul de Lagarde.
Otto Glagau meurt en 1892 à 58 ans à Berlin.

## Œuvres
- Fritz Reuter und seine Dichtungen, Berlin 1866
- Spaziergänge durch Lauenburg und Lübeck, Berlin 1866
- Littauen und die Littauer, Tilsit 1869
- Die russische Literatur und Iwan Turgeniew, Berlin 1872
- Der Börsen- und Gründerschwindel in Berlin, Leipzig 1876
- Aktien, Historisches Schauspiel, Leipzig 1877
- Der Bankerott des Nationalliberalismus und die 'Reaction', Berlin 1878
- Deutsches Handwerk und historisches Bürgerthum, Osnabrück 1872
- Des Reiches Noth und der neue Culturkampf, Osnabrück 1879
- Liberale Freiheiten, Osnabrück 1879 (Extrait de Des Reiches Noth und der neue Culturkampf)
- Der Kulturkämpfer. Zeitschrift für öffentliche Angelegenheiten, Berlin, 1880-1888